# 1962年惡魔島越獄事件
1962年惡魔島越獄事件是指發生在1962年6月11日至12日，三名囚犯克拉倫斯·安格林（Clarence Anglin）、約翰·安格林（John Anglin）和弗蘭克·莫里斯（Frank Morris）從位於美國加利福尼亚州舊金山灣的惡魔島聯邦監獄成功逃脫的越獄事件。6月11日晚或6月12日凌晨，三名囚犯將與自己外貌相似的紙糊人頭放在床上，通過通風管道和一條未使用的公用走廊逃出主監獄，並乘坐一艘臨時製作的充氣筏離開島嶼，命運未卜。第四名共犯艾倫·韋斯特（Allen West）因未能成功逃脫，留在了島上。
聯邦調查局（FBI）和當地執法機構在隨後的幾年中追查了數百條線索，但始終未能找到有力證據證明這次逃脫行動是否成功。當局、記者、家屬和業餘研究者提出了許多可信度各異的理論。1979年，聯邦調查局根據間接證據和專家意見，正式得出結論，認為這三人在舊金山灣冰冷的水域中溺水身亡，未能到達大陸。然而，美国法警局的案件檔案仍然活躍，莫里斯和安格林兄弟依然在其通緝名單上。
隨著時間的推移，不斷有新的間接和實質證據浮現，這引發了關於這些囚犯是否成功生還的新辯論。

## 囚犯

### 弗蘭克·莫里斯
弗蘭克·李·莫里斯（英語：Frank Lee Morris，1926年9月1日出生）出生於華盛頓特區。他在11歲時成為孤兒，之後在寄養家庭中度過了童年。莫里斯13歲時首次因犯罪被判刑，從那時起直到他青少年晚期，他多次因各種罪行被捕，包括持有毒品和持械行劫。
莫里斯的大部分早年時光都在監獄中度過，並且在服刑期間為囚犯提供午餐。他後來因在迈阿密海滩的大盜竊罪、偷車和持械搶劫被捕。據報導，莫里斯的智商為133，屬於普通人群中排名前2%的水平。他在佛羅里達州和喬治亞州服刑，後來在路易斯安那州立监狱服刑10年期間因銀行搶劫罪逃脫。一年後，他在犯下盜竊罪時再次被捕，於1960年1月20日被送往惡魔島，成為囚犯編號「AZ1441」。

### 約翰和克拉倫斯·安格林
約翰·威廉·安格林（英語：John William Anglin，1930年5月2日出生）和克拉倫斯·安格林（Clarence Anglin，1931年5月11日出生）出生於喬治亞州多納森維爾一個有14個孩子的家庭。他們的父母喬治·羅伯特·安格林（George Robert Anglin）和雷切爾·范·米勒·安格林（Rachael Van Miller Anglin）是季節性農場工人；在1940年代初，他們將家人搬到距坦帕以南20英里（32公里）的佛羅里達州拉斯金，因為那裡經營的卡車農場和番茄田農業提供了更可靠的收入來源。每年六月，安格林一家會向北遷徙到密歇根州摘櫻桃。據稱，克拉倫斯和約翰在年輕時形影不離；他們成為熟練的游泳運動員，他們的兄弟姐妹曾看到他們在密歇根湖上仍有冰塊浮動的寒冷水域中游泳。
克拉倫斯在14歲時因闖入一家加油站而被捕。兄弟倆在1950年代初開始組成團體，以此搶劫銀行和其他機構，通常以倒閉的商業場所為目標，以確保沒有人受傷。他們聲稱在一次銀行搶劫中只使用過一次武器——一把玩具槍。1958年1月17日，約翰、克拉倫斯另一名兄弟阿爾弗雷德·安格林在阿拉巴馬州哥倫比亞搶劫了當地的哥倫比亞銀行。他們都被判處35年刑期，分別在佛羅里達州立監獄、利文沃斯聯邦監獄和亞特蘭大監獄服刑。在多次嘗試從亞特蘭大設施逃脫未果後，約翰和克拉倫斯被轉移到惡魔島。約翰於1960年10月24日作為囚犯「AZ1476」到達，克拉倫斯於1961年1月16日作為囚犯「AZ1485」抵達監獄。

### 艾倫·韋斯特
艾倫·韋斯特（1929年3月25日－1978年12月21日）出生於紐約市。他一生中被捕超過20次。韋斯特於1955年因偷車被判刑，首先被關押在亞特蘭大監獄，後來被轉移到佛羅里達州立監獄。在佛羅里達設施的逃脫嘗試後，他於1957年28歲時被轉移到惡魔島，成為囚犯編號AZ1335。

## 越獄
這四名囚犯在佛羅里達州和喬治亞州服刑期間便已經相互認識。1961年12月，他們被分配到惡魔島監獄相鄰的牢房，由弗蘭克領導開始制定逃脫計劃。在隨後的六個月內，他們利用在監獄地面上發現的廢棄鋸片、食堂的金屬匙以及一個用吸塵器馬達改裝的电钻，擴大了位於牢房洗手池下的通風管道口。他們使用塗漆的硬紙板掩蓋工作痕跡，並用莫里斯的手風琴聲和音樂時間的背景噪音來掩蓋施工聲音。
當通風管道的洞口擴大到足夠通行後，四名囚犯成功進入緊鄰牢房無人看守的公用走廊，並爬到牢房頂層的一個空置區，在那裡設置了一個秘密工作間。他們使用超過五十件雨衣及其他偷來和捐贈的材料開始製作道具，根據莫里斯在1962年3月期《大眾機械》中找到的設計圖製作救生衣。莫里斯還從其他雜誌中獲取靈感，例如1960年11月期《大眾機械》中用樹脂製作燈罩的點子，以及1962年5月21日期《體育畫報》（Sports Illustrated）中關於航道浮標的文章。他們組裝了一個六英尺乘十四英尺的橡膠筏，筏的縫線透過手工縫製並以液態塑料密封，再利用附近蒸汽管的熱量完成。槳則採用膠合板和螺絲製作的。最後他們爬上通風井到達屋頂，並拆除了固定天花板大風扇的鉚釘。
在牢房外的工作就緒後，他們用自製的紙糊混合物（包括肥皂、牙膏、水泥粉塵和衛生紙）雕刻假人頭，並用監獄維修店的颜料和理髮店地板上的頭髮製作出逼真的外觀。他們將毛巾和衣物堆在床上的毯子下，並將假人頭放在枕頭上，使其看起來像是在睡覺。
1962年6月11日晚，所有準備工作就緒後，囚犯們開始實施他們的逃跑計劃。艾倫發現他之前用來加固通風口周圍鬆散水泥的材料已經硬化，導致牢房通風口的開口變窄，格柵被牢牢固定住。韋斯特花費大量時間成功移除格柵，並重新擴大了通風口的洞口，但當他發現其他人已經離開牢房後，他只好回到自己的牢房睡覺。弗蘭克和安格林兄弟通過走廊爬上通風井，最終到達屋頂。在他們破壞通風井的過程中，守衛聽到了一聲巨響，但由於沒有進一步的聲音，也沒有調查噪音的來源。他們帶著裝備滑下廚房的通風管道，降落到50英尺（約15公尺）高的地面，然後翻越兩道12英尺（約3.7米）的鐵絲網圍欄。
在東北海岸線附近的發電廠旁，囚犯們找到一處不在監獄探照燈和槍塔視線範圍的盲點區域，他們使用從另一名囚犯那裡偷來並改裝成風箱的手風琴給筏子充氣，調查人員估計，他們在晚上10點後的某個時間登上筏子，並向北邊兩英里外的天使島出發。

越獄事件的物證
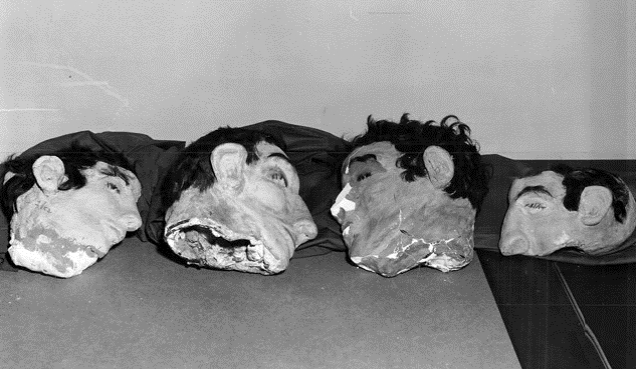
四名囚犯製作的假人頭
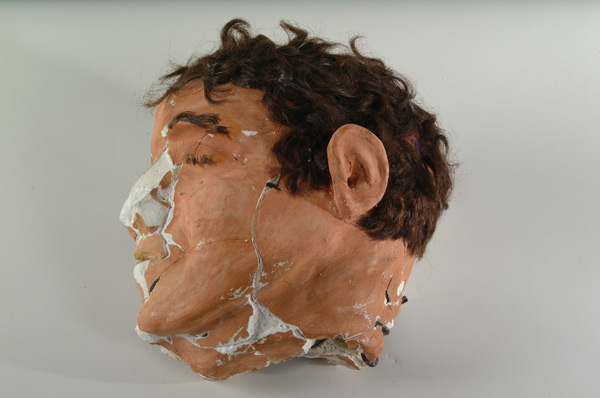
囚犯製作的假人頭。
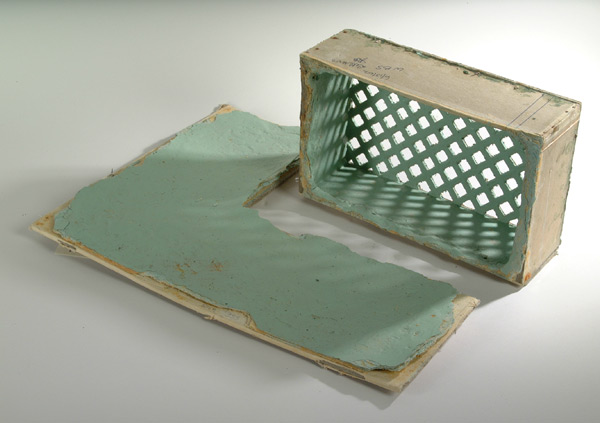
安格林兄弟和莫里斯用來隱藏他們在牢房中鑽孔的假通風口格柵。
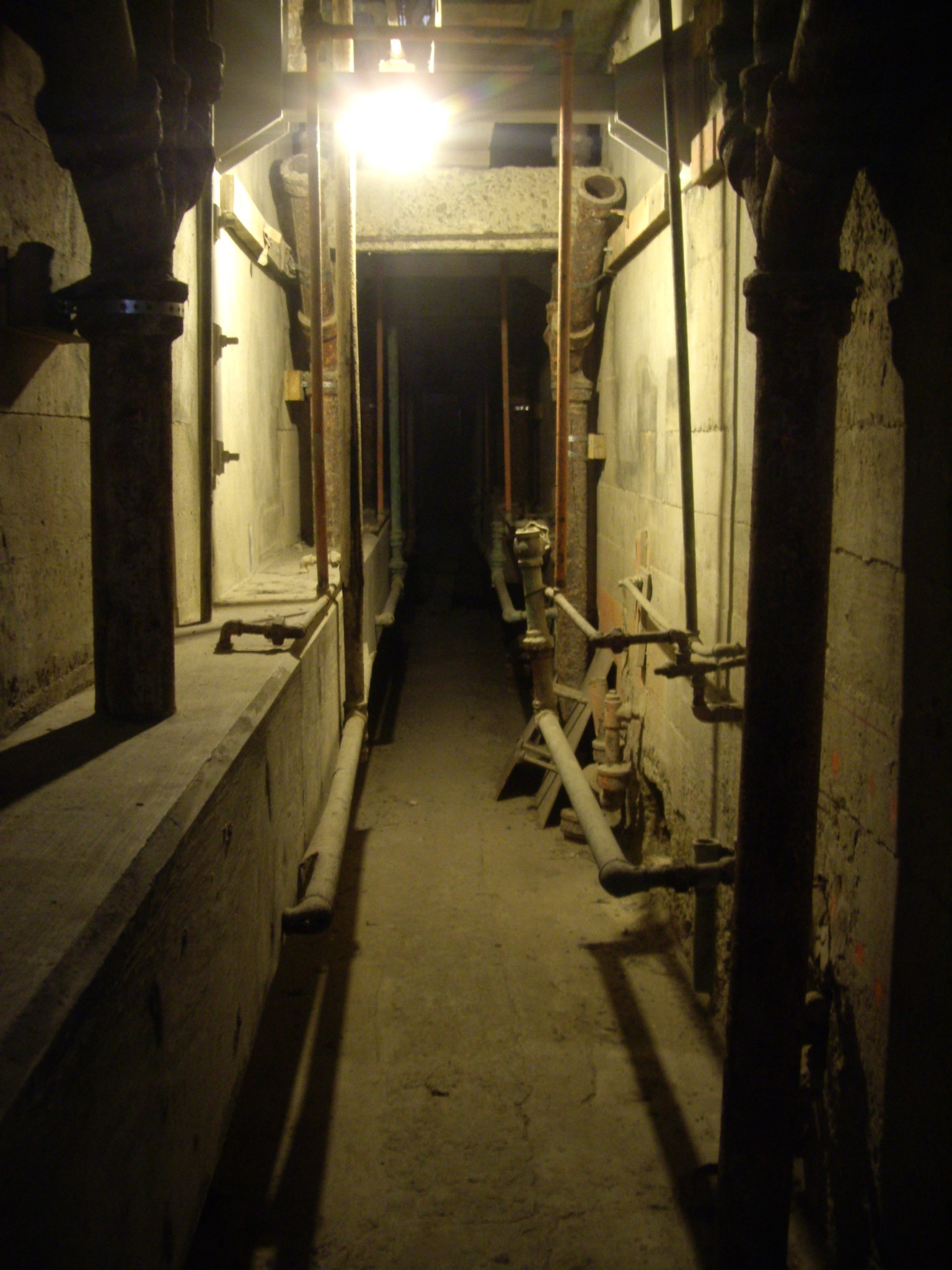
惡魔島監獄的公用走廊
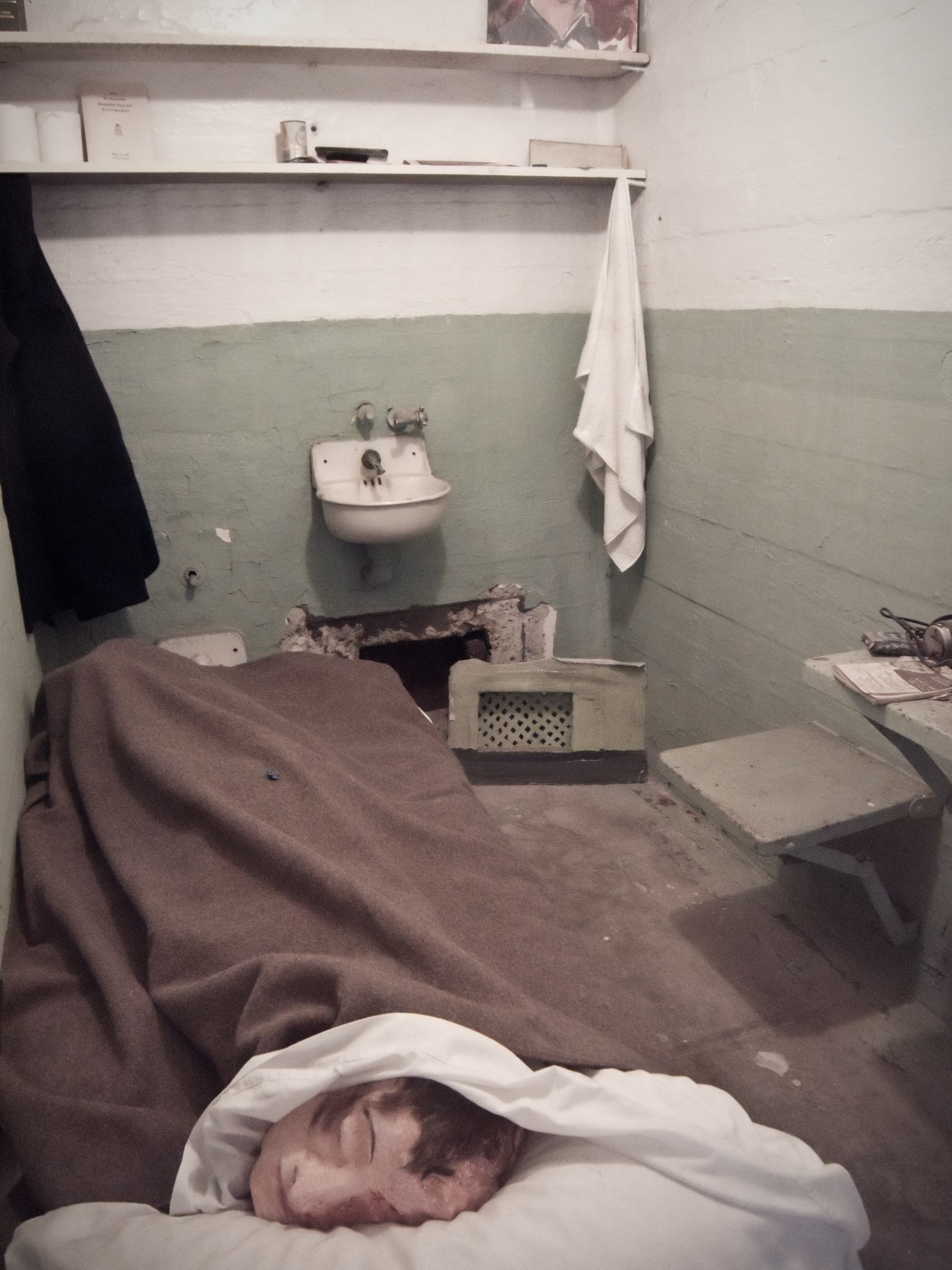
模擬事發時的囚犯牢房，目前為展示空間。
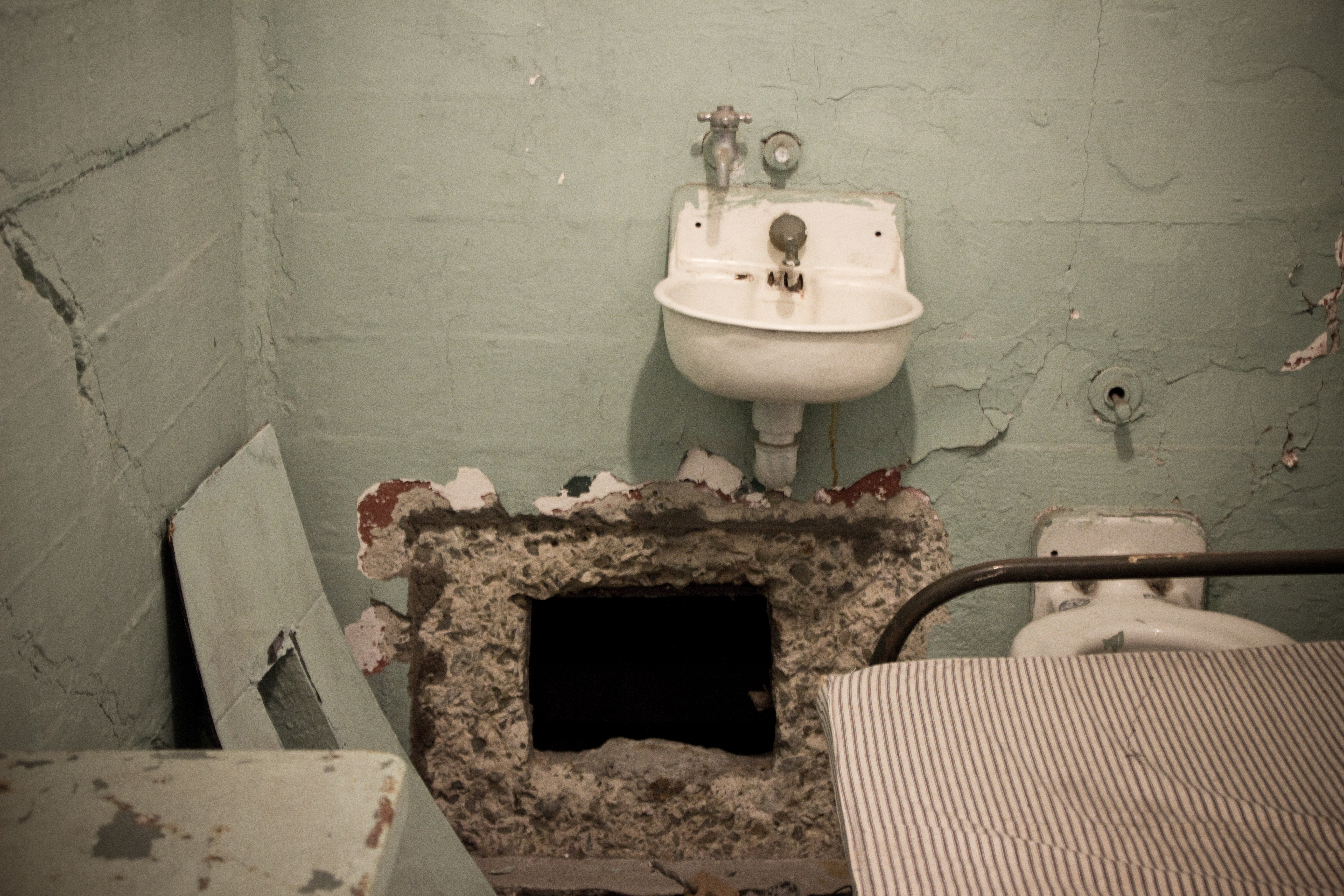
囚犯鑿出的通風管道口。

## 調查

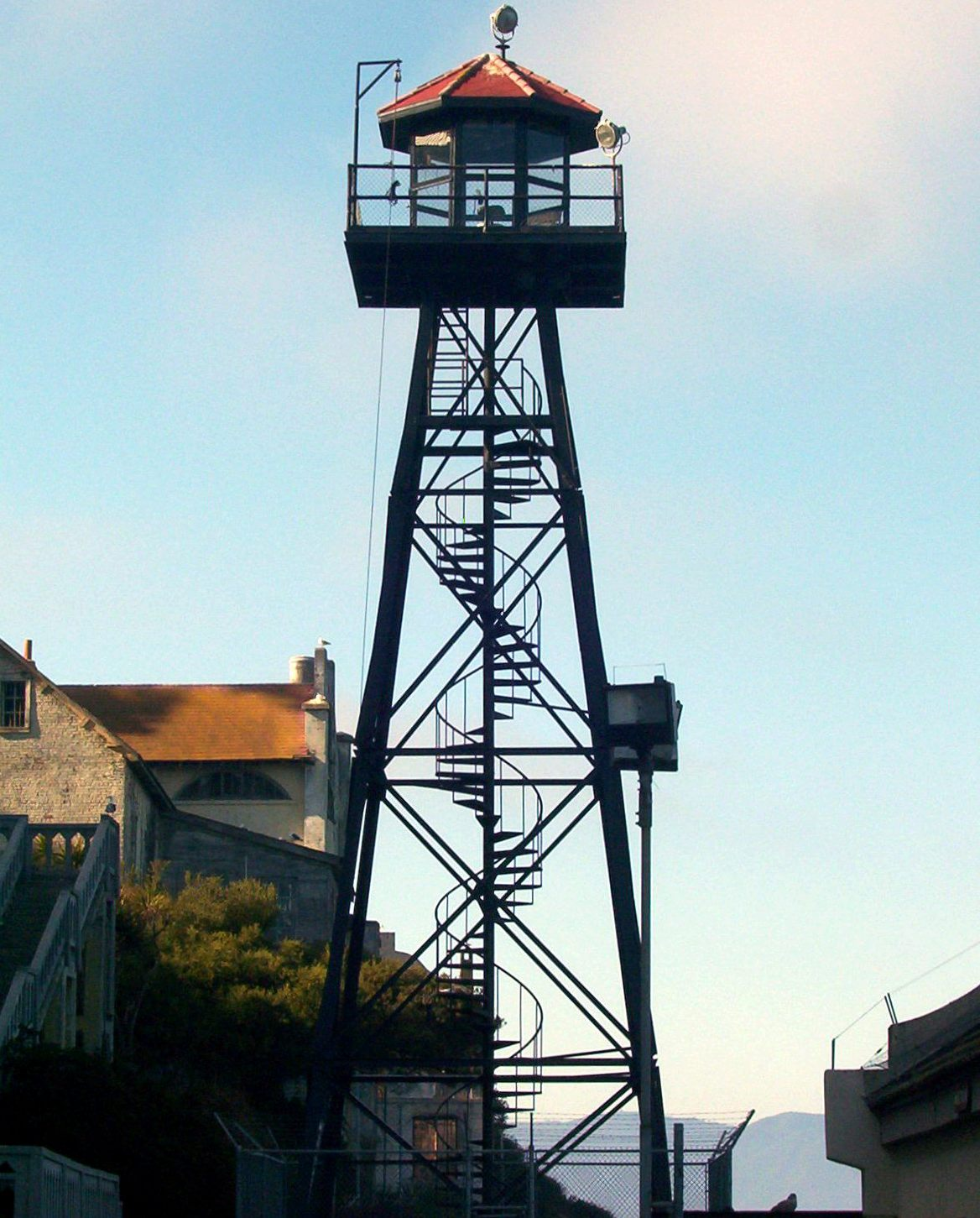
惡魔島的槍塔。

由於假人頭的騙局，監獄官員直到6月12日早上才發現逃脫事件。隨後的十天裡，數個軍事和執法機構展開空中、海上和陸地搜索。6月14日，一艘海岸警衛隊快艇在天使島南岸約200碼（180米）處撿到了一個划船槳。同日在大致地點，另一艘船上的工人發現一個包裹在塑料袋中的錢包，內有安格林兄弟朋友和親戚的姓名、地址和照片。6月21日，在金门大桥不遠處的沙灘上，發現了一些雨衣材料碎片，懷疑是筏子的遺留物。次日，一艘監獄船在阿爾卡特拉斯島以外50碼（46米）處撿到了一個由同樣材料製成的漏氣救生衣。根據聯邦調查局的最終報告，在此後就再也沒有發現其他物證。

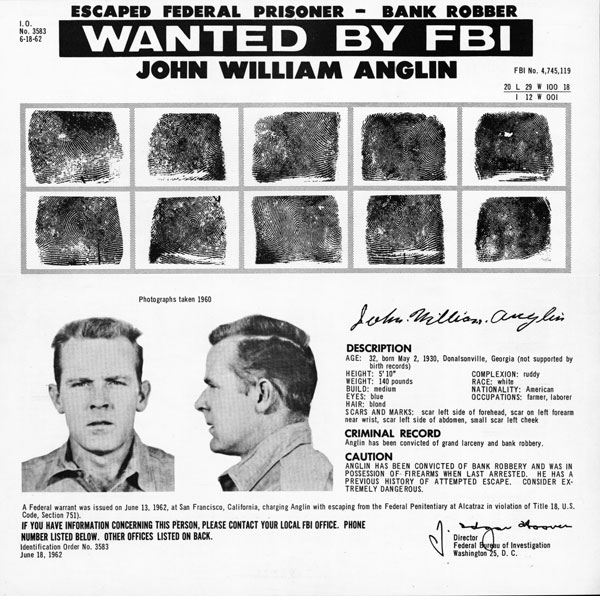
聯邦調查局的通緝海報上印有約翰·安格林的照片。

聯邦調查局的特工起初猜測這些人已經溺水身亡。他們引用了這樣的事實：「這些人的個人物品是他們唯一的財物，並且在留下它們之前就已淹死。」然而，當時並未發現任何人類遺體。
在逃脫一個月後的7月17日，一艘挪威船隻諾勒傑爾號（SS Norefjell）在金門大橋外15海里（28公里；17英里）的海面上發現了一具浮屍。該船沒有打撈屍體，也直到10月才報告這一發現。舊金山縣法醫亨利·特克爾對這種推測表示懷疑，強調在超過一個月後屍體仍在海面上漂浮的可能性不大；特克爾認為屍體可能是34歲的失業麵包師塞西爾·菲利普·赫爾曼，他在五天前從金門大橋自殺死亡。幾個鄰近縣的法醫對特克爾的意見提出了質疑，表示遺體可能屬於其中一名逃脫者。
聯邦調查局的調查人員宣布他們的官方立場，雖然從理論上來說，這些人有可能到達天使島，但他們在風浪湍急且水溫冰冷的海灣中生還的可能性微乎其微。根據聯邦調查局的最終報告，韋斯特表示，他們計劃到達陸地後偷竊衣物和汽車，但當地並未報告任何此類竊盜事件。

## 後果
此次事件中，韋斯特是唯一沒有參與實際逃脫的共謀者。他完全配合調查，因此沒有因參與越獄一事而遭到起訴。
由於惡魔島的營運成本高於其他監獄，並且50年的海水浸泡已經嚴重腐蝕原始的建築物，司法部長羅伯特·弗朗西斯·甘迺迪最終在1963年3月21日下令關閉該設施，韋斯特被轉移到華盛頓的麥克尼爾島監獄，隨後又被送回亞特蘭大監獄服刑。服完刑期後，他在喬治亞和佛羅里達州又服了兩個刑期，於1967年獲釋，但在次年因重大盜竊罪在佛羅里達州再次被捕。1972年10月，在佛羅里達州監獄，他因涉嫌種族仇恨犯罪致命刺傷了另一名囚犯。並因謀殺罪被判終身監禁，於1978年死於急性腹膜炎。
1962年12月16日，惡魔島囚犯約翰·保羅·斯科特使用充氣橡膠手套製成浮囊，從阿爾卡特拉斯橫渡了2.7海里（5公里；3.1英里）到達金門大橋南端的碉堡角。當時經歷失溫症和疲勞的他在那裡被青少年發現，並在萊特曼陸軍醫院進行治療後後立即被送回惡魔島。斯科特是唯一有記錄的成功游到岸邊的惡魔島囚犯。如今，眾多運動員經常參加兩個名為「逃離惡魔島」的年度鐵人三項賽活動，以橫渡當年斯科特從惡魔島到福特角的路線。
在經過17年的調查後，聯邦調查局於1979年12月31日針對1962年的越獄事件結案。他們的官方結論是，囚犯們在試圖到達天使島的過程中最有可能溺水身亡。他們引用了筏子的殘骸以及這些人的個人物品作為證據，證明筏子在某個時候破裂並沉沒，三名逃犯因體溫過低而死亡，他們的屍體被舊金山灣的急流沖到海裡。
聯邦調查局將證據移交給美國法警局，後者的調查仍在進行中。正如副法警邁克爾·戴克對NPR所說，「有一個有效的逮捕令，法警局不會放棄對囚犯的追捕。」2009年，戴克說他仍然定期收到線索。該逮捕令將於2030年到期，屆時所有失蹤者都至少有100歲。

## 目擊事件
1965年1月，聯邦調查局調查了一個關於克拉倫斯·安格林生活在巴西的謠言。據稱特工被派往南美洲，但未找到他在那裡的直接證據。
1967年，一名男子致電聯邦調查局，聲稱自己是莫里斯的同學，認識他已有30年。該男子表示自己在馬里蘭州遇到了莫里斯，描述他有「小鬍鬚和鬍子」，但拒絕提供更多細節。
多年來，安格林兄弟的家人偶爾會收到來自未知來源的明信片和資訊。這些信息大多數沒有署名，其中一封署名為「傑里」(Jerry），另一封署名「傑里和喬」(Jerry and Joe)。家人還展示了一張據稱於1962年收到的聖誕卡，上面寫著「給母親，來自約翰。聖誕快樂。」另一位兄弟羅伯特表示，有時家中的電話會響起，但另一端只能聽到呼吸聲；羅伯特對此表示：「我猜這可能都是惡作劇，但也許是我的兄弟們。」
安格林兄弟的母親直到1973年去世，每年母親節都會收到匿名送來的花。據報導，在她的葬禮上，有兩個化著濃妝、個子較高的奇怪女性出席。聯邦官員表示，從1960年代中期到1970年代，有「六到七次」報告稱在佛羅里達北部或喬治亞州看到了安格林兄弟。羅伯特說，1989年，當安格林兄弟的父親去世時，兩名留著鬍鬚的陌生人出現在殯儀館。據羅伯特說，「他們站在棺材前看了幾分鐘——他們……哭泣了——然後他們就走了。」
1989年，一名自稱『凱茜』的女子致電《未解之謎》節目，報告稱克拉倫斯·安格林的照片與一名住在佛羅里達州馬里安娜附近農場的男子相符。另一名女子也認出了克拉倫斯·安格林的照片，聲稱他住在馬里安娜附近。她正確地說出了他的眼睛顏色、身高和其他身體特徵。另一位目擊者稱，弗蘭克·莫里斯的素描與她在同一地區看到的一名男子非常相似。

## 口述報告

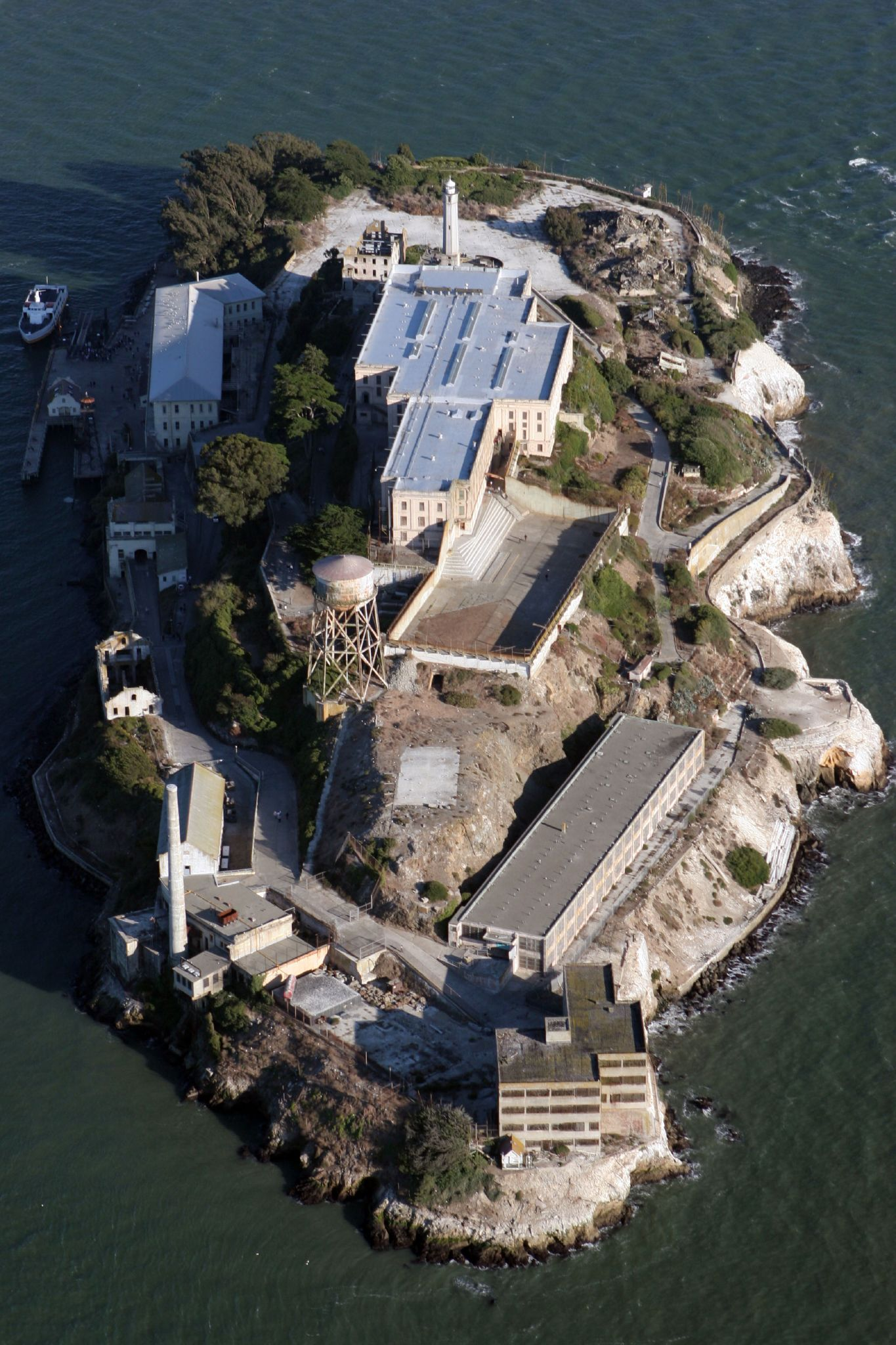
惡魔島如今已成舊金山最重要的旅遊景點。

逃脫發生後的次日，一名自稱約翰·安格林的男子打電話給舊金山的律師尤金尼亞·麥戈恩（Eugenia MacGowan），要求安排與美國法警局會面。麥戈恩拒絕後，來電者隨即掛斷了電話。
舊金山警察羅伯特·切奇則報告稱，6月12日凌晨1點，他在惡魔島附近的海灣看到一艘「非法」船隻。幾分鐘後，這艘船離開並駛向金門大橋下，這引發了囚犯可能招募外界共犯接應的猜測。然而，聯邦調查局立即否認了切奇的說法。
1993年，一名前惡魔島囚犯托馬斯·肯特在電視節目《美國頭號通緝犯》中透露，他曾幫助策劃這次逃脫，並提供了「重大新線索」。他聲稱克拉倫斯·安格林的女友同意在岸上接應並將他們開車送往墨西哥。他表示自己因不會游泳而未參與實際逃脫行動。官員對肯特的說法表示懷疑，因為他為此次訪談獲得了2000美元報酬。
同年，一名叫約翰·勒羅伊·凱利的男子在臨終時向護士口述了一份臨終懺悔。凱利聲稱，他和一名夥伴用船接走了莫里斯和安格林兄弟，並將他們帶到華盛頓州的西雅圖地區。隨後，他和夥伴假裝要將他們送往加拿大，實際上為了獲取他們家人籌集的4萬美元而殺害了這些逃犯。然而，在凱利所聲稱的埋葬地點，並未發現任何人類遺骸。
2003年，探索頻道節目《流言終結者》測試了使用囚犯可用材料和工具製作筏子從島上逃脫的可行性，並得出結論，認為這是「可能的」。2011年，國家地理頻道在紀錄片《消失在惡魔島》中報導，與聯邦調查局的官方報告相反，1962年6月12日，即逃脫後的第二天，在天使島發現了一個筏子，並有腳印離開筏子的跡象。此外，同一天在馬林縣丟失了一輛1955年的藍色雪佛蘭（加州牌照KPB076），這一說法得到了《洪堡時報》和《舊金山考察者報》當時報導的證實。次日，一名汽車司機在加州斯托克頓對加利福尼亚州公路巡逻队報告稱，他被三名男子駕駛的藍色雪佛蘭逼出了路面。
同年，一名89歲的男子巴德·莫里斯聲稱自己是弗蘭克·莫里斯的堂兄，並透露在逃脫前中，他曾「八九次」向惡魔島的看守送去了信封，這些信封可能是賄賂。他還表示，逃脫後不久曾在聖地亞哥的一個公園裡與堂兄弗蘭克見面。他當時「8至9歲」的女兒也證實參加了這次會面，但她對逃脫一事毫不知情。
2014年，代尔夫特理工大学的科學家對海洋洋流進行了研究，推測如果囚犯在6月11日晚上11時30分離開惡魔島，他們可能會漂流至金門大橋北側的馬蹄灣。研究指出，這一時間點是囚犯生還的最佳機會，而任何碎片都有可能漂流至天使島，這與實際發現的槳和個人物品的位置相符。然而，研究還指出，若逃脫發生在此時間之前或之後，潮汐和洋流將使他們的生存幾率極低。
2015年，歷史頻道播出的紀錄片《惡魔島：真相探索》展示了安格林家族多年來收集的間接證據。肯尼思和大衛·維德納展示了據稱是逃脫後三年內由家人收到的聖誕卡片，這些卡片上有安格林兄弟的筆跡。雖然筆跡確認為安格林兄弟的，但信封上沒有郵戳，專家無法確定卡片何時送達。家人還提到一位名叫弗雷德·布里齊的家庭朋友聲稱在1975年在里約熱內盧認出了安格林兄弟。他們展示了據稱由布里齊拍攝的照片，其中一張顯示兩個男人站在一個大白蟻丘旁，布里齊聲稱這兩人就是約翰和克拉倫斯·安格林。雖然法醫專家確認這些照片是1975年拍攝的，並認為這兩人『很可能』是安格林兄弟，但由於照片的年代和狀況，以及兩人都戴著太陽鏡，這使得確定其真實性變得困難。布里齊提出了另一個逃脫理論：他聲稱囚犯們並未使用筏子橫渡海灣，而是划船抵達了島上的碼頭，並將一根電線連接到一艘監獄渡輪的舵上，在午夜後被拖曳至大陸。
退休副美國法警阿特·羅德里克曾負責調查並與安格林家族合作，稱布里齊的兩人照片是「我們得到的最有價值的可行線索」，但他補充道，「這仍然可能只是一個美好的故事，而不是案件的真相」，他同時也指出這張照片可能是一種誤導，旨在將調查引離安格林兄弟的真實行蹤。最後一名分配到案件的副法警邁克爾·戴克表示，布里齊被視為「毒品走私者和騙子」，對他的說法表示懷疑。布里齊的遺孀則稱從未聽他提到在里約看到過安格林兄弟，並稱他是「騙子」，經常編造故事。雖然根據安格林兄弟的身體特徵進行的測量，顯示照片中的人不是他們，但戴克承認很難做出確定判斷，並無法完全排除這是一條有效的線索。2020年1月，一家愛爾蘭創意機構和人工智慧專家Identv使用面部識別技術得出結論，照片中的人是約翰和克拉倫斯·安格林。
據報導，羅伯特·安格林在2010年去世前告訴家人，他從1963年到大約1987年一直與約翰和克拉倫斯有聯繫。仍在世的家人表示，自從1987年羅伯特失去與兄弟們的聯繫後，他們再也沒有聽到任何消息，並計劃前往巴西進行個人搜索；但羅德里克警告說，他們可能會被巴西當局逮捕，因為惡魔島逃脫案仍然是國際刑警組織的一個未解之謎。
2018年，聯邦調查局確認了一封據稱由約翰·安格林寫的信，該信於2013年由三藩市警察局收到。寫信者聲稱弗蘭克·莫里斯於2008年10月去世，並以另一個名字埋葬在亞歷山德里亞，克拉倫斯則在2011年去世。寫信者的目的是希望以治療癌症為條件來談判自首。然而，這封信的真實性仍未確定。
2019年，紀錄片《解密任務》的一集中，調查記者克里斯托夫·普策爾證實了聯邦調查局和其他消息來源發布的大部分資訊，包括在天使島上發現的筏子。他引用了各種報告，提到在奧克拉荷馬州、印第安納州、俄亥俄州和南卡羅來納州目擊報告提及到的一輛藍色雪佛蘭，其描述與逃脫後被盜的車輛相同。逃犯的三名男子在逃脫後三個月試圖購買南卡羅來納州一處森林中的住宅，符合目擊者對他們的描述。

## 流行文化
- 《逃離惡魔島（英语：Escape_from_Alcatraz_(triathlon)）》是J·坎貝爾·布魯斯（J. Campbell Bruce）於1963年出版的一部書籍，詳細記錄了1962年發生在惡魔島的逃脫事件，以及該監獄在29年間的其他逃獄事件。[27]
- 1979年上映的電影《亞特蘭翠大逃亡》由克林·伊斯威特、佛瑞德·華德和傑克·西博（英语：Jack Thibeau）分別飾演莫里斯、約翰和克拉倫斯。拉里·漢金（英语：Larry_Hankin）飾演的查理·巴茨一角是啟發於艾倫·韋斯特的虛構角色。[80]
- 2016年上映的電影《親愛的埃莉諾（英语：Dear_Eleanor）》中，該電影背景設定在古巴導彈危機期間，描述主角們在橫跨美國旅行途中結識了剛逃脫的莫里斯，並幫助他逃離警方追捕，最終逃亡海外的故事。電影結尾透過一張明信片，揭示莫里斯居住在愛爾蘭。
- 在《洛基》第二季中，由尤金·科爾德羅（英语：Eugene_Cordero）飾演的常駐角色凱西被揭示是弗蘭克·莫里斯的時間變體。劇情中，洛基（汤姆·希德勒斯顿飾）進入1962年的逃脫事件，約翰和克拉倫斯分別由該集的導演賈斯汀·班森和亞倫·摩爾黑德飾演。[81]

## 先前的逃獄事件
在惡魔島作為聯邦監獄的29年間，共有36名囚犯發動了14次逃獄事件。其中，有23人被重新逮捕，6人被擊斃，2人溺水身亡，另外5人（包括莫里斯、安格林兄弟以及西奧多·科爾和拉爾夫·羅伊）被列為「失踪並被推定溺斃」。

## 另見
- 阿爾卡特拉斯島戰鬥
- 失蹤囚犯列表（英语：List_of_fugitives_from_justice_who_disappeared）
- 海上失蹤者列表（英语：List_of_people_who_disappeared_mysteriously_at_sea）

## 外部連結
- Bruce, J. Campbell. . Ten Speed Press. April 1, 2005. ISBN 978-1-58008-678-3 （英语）.
- DeNevi, Don. . Prometheus Books. December 31, 1990  [2024-07-07]. ISBN 978-0-87975-647-5. OCLC 022909506. （原始内容存档于2023-11-07） （英语）.
- (PDF). Federal Bureau of Investigation.   [2024-07-07]. （原始内容存档于2019-01-12）.
- Zimmerman, Keith; Zimmerman, Kent; Hyneman, Jamie; Savage, Adam; Rees, Peter. . Simon & Schuster. 2005. ISBN 978-1-4169-0929-3.
- 贾尔斯·米尔顿 'Escape from Alcatraz' in . (published as . in US)